# Рохини
Рохи́ни (санскр. रोहिणी, IAST: rohiṇī, от корня со значением «красный») — в индуистской мифологии жена Васудевы, мать Баларамы и Субхадры. Выполняла роль няньки Кришны в его детских играх (лилах) во Вриндаване.
Муж Рохини, Васудева, был одновременно женат на другой женщине по имени Деваки. Сразу же после свадьбы Деваки и Васудевы, оракул предсказал смерть брата-демона Деваки Камсы от руки «восьмого сына Деваки». Тогда Камса, дабы спастись от смерти, принял решение убивать всех новорожденных младенцев Деваки, и с этой целью заключил супружескую чету в тюрьму. Таким образом, Рохини осталась одна, но зато на свободе.
Камса методично следовал своему плану, убивая новорожденных младенцев одного за другим. Вскорости, Деваки обнаружила, что она беременна в седьмой раз. Этому седьмому ребёнку, однако, не было суждено разделить судьбу остальных; ещё нерождённым младенец был чудесным образом перенесён из чрева Деваки в чрево Рохини, которая вот уже долгое время желала в своём сердце иметь сына. Родившийся вскоре ребёнок был назван Баларамой. Он вырос великим и сильным воином, помощником своего брата Кришны.
Кришна, долгожданный восьмой ребёнок Деваки, был тайком перенесён из тюрьмы в Матхуре в Гокулу. Рохини переехала туда же и получила возможность присматривать за своим любимым пасынком, которого взращивала чета пастухов — Нанда и Яшода, оберегая его от смертельной угрозы со стороны демонического царя Камсы. Таким образом, Баларама и Кришна выросли вместе.
После того, как Кришна убил Камсу и освободил Васудеву и Деваки из тюрьмы, у Рохини родился ещё один ребёнок, — дочь по имени Субхадра. Субхадру выдали замуж за её двоюродного брата Арджуну, — одного из пяти братьев Пандавов, который был племянником Васудевы. У Субхадры и Арджуны впоследствии родился сын Абхиманью; таким образом, Рохини была прародительницей всех последующих правителей династии Куру.